# Василь Ломаченко — Накатані Масайосі
Бій Василя Ломаченка проти Масайоші Накатані —  поєдинок професійного боксу в легкій вазі, між колишнім об'єднаним чемпіоном світу в легкій вазі Василем Ломаченком та японським претендентом на титул чемпіона світу в легкій вазі Накатані Масайосі. Переможний для Ломаченка бій відбувся у ніч з 26 на 27 червня 2021 року в готелі Virgin Hotels Las Vegas у Парадайзі, штат Невада, США. Це перший поєдинок Ломаченка після його програшу Теофімо Лопесу.

## Передумови
Обидва боксери програли бої Теофімо Лопесу. Ломаченко програв свої об'єднані титули американцю в жовтні 2020 року, а Накатані також програв за одноголосним рішенням Лопесу в липні 2019 року. Ломаченко заявив, що «все ще хотів бути беззаперечним чемпіоном у легкій вазі». Однак Лопес відмовився проводити повторний бій з Ломаченком, пояснивши, що "всі [в таборі Ломаченко] були для мене, мого батька, ворогом. Він [Ломаченко] не хотів включати до нашого контракту пункт про реванш ". Говорячи про те, чому він обрав Накатані своїм наступним суперником, Ломаченко сказав: «Я хочу порівняти себе з цим хлопцем, він був близький з [Лопесом] у їхній боротьбі».
Накатані виграв у пуерториканця Фелікса Вердехо технічним нокаутом в бою після поразки Лопесу, першої поразки у професійній кар'єрі Накатані.
Ломаченко і Накатані зустрілися в бою у Лас-Вегасі.
Поєдинок в Україні можна було переглянути на сервісі Мегого в платній підписці. Він транслювався на ESPN+ у США та Sky Sports у Великій Британії та Ірландії. Паралельно відбувався поєдинок у першій напівсередній вазі Джервонта Девіса з Маріо Барріосом на шоу «Pay-per-view» в Атланті, штат Джорджія у США. Бій став лише другим випадком у професійній кар'єрі Ломаченка, коли на кону не стояв титул чемпіона світу.

## Прогноз
Букмекери називали переможцем у цьому поєдинку українця Василя Ломаченка. Передбачали його перемогу над японцем Масайоші Накатані достроково (1.77), а не за очками (2.05). Загалом, на перемогу Ломаченка було встановлено коефіцієнт 1.07, на нічию — 34.00, на перемогу Накатані — 11.00. Виходячи з цих котирувань, ймовірність результатів була така: виграш українця — 89 %, нічия — 3 %, виграш японця — 8 %.

## Хід поєдинку
Поєдинок пройшов за повного домінування Василя Ломаченка, який переміг технічним нокаутом японця Масайоші Накатані. У 7 раунді Накатані побував у нокдауні. У 9 раунді рефері зупинив бій під шквал атак Ломаченка.

## Трансляція
| Країна / регіон | Телерадіокомпанія | Телерадіокомпанія    | Телерадіокомпанія | Телерадіокомпанія    |
| Країна / регіон | Безкоштовно       | Кабельне телебачення | PPV               | Потокове передавання |
| --------------- | ----------------- | -------------------- | ----------------- | -------------------- |
| США (приймає)   | Н/Д               | Н/Д                  | Н/Д               | ESPN+                |
| Україна         | Н/Д               | MEGOGO               | Н/Д               | MEGOGO               |
| Японія          | Н/Д               | WOWOW                | Н/Д               | WOWOW                |
| Непродані ринки | Н/Д               | Н/Д                  | FITE TV           | FITE TV              |
| Франція         | Н/Д               | BeIN Sports          | Н/Д               | BeIN Sports          |
| Росія           | Матч ТВ           | Матч ТВ              | Н/Д               | Матч ТВ              |
| Велика Британія | Н/Д               | Sky Sports           | Н/Д               | Sky Sports           |
| Ірландія        | Н/Д               | Sky Sports           | Н/Д               | Sky Sports           |

## Оцінка бою
Василь Ломаченко позитивно оцінив свою перемоги над японським боксером Масайоші Накатані та заявив, що готовий до реваншу з Теофімо Лопесом:
|  | «Я дуже радий, тому що повернувся на ринг перемогою. Я закінчив достроково. Моя стратегія спрацювала. Я переміг. Я знову в строю. Всі бачили, як я це зробив. Всі чекають реванш. Я думаю, що реванш із Лопесом обов'язково потрібно зробити. Якщо вони готові після свого поєдинку з Камбососом провести реванш, то ми готові. Це те, на що чекають люди» |

.